# Kiel
Kiel (pronunciación en alemán: /kiːl/ⓘ) es la capital y ciudad más poblada del estado federado de Schleswig-Holstein, el más septentrional de los estados de Alemania. La ciudad se extiende en torno a Kieler Förde, una de las dos lenguas de mar de la bahía de Kiel, en el mar Báltico, y ha sido una de las principales bases navales alemanas desde la década de 1860. Algunos de los astilleros más importantes del país que fabrican buques militares se encuentran en esta ciudad.
La entrada oriental del canal de Kiel se encuentra en la orilla occidental del Kieler Förde, entre los barrios kieleses de Holtenau y Wik.

## Historia
La ciudad fue casi completamente destruida por 710 bombarderos estadounidenses el 13 de diciembre de 1943, durante la Segunda Guerra Mundial, por lo cual la mayoría de los edificios son nuevos y le dan una imagen industrial a la ciudad.

## Infraestructuras
El canal de Kiel (Nord-Ostsee-Kanal en alemán), de 45 m de ancho y 14 m de profundidad, recorre 96 km desde Kiel a la desembocadura del río Elba.
La ciudad cuenta con los astilleros más grandes del país, entre los que destaca el Howaldtswerke-Deutsche Werft, que fabrica los más modernos submarinos no nucleares del mundo. Tal es el caso del submarino U31, el primero del mundo con células de combustible.

## Transportes

### Puerto
En cuanto al transporte de pasajeros, Kiel es uno de los puertos más importantes de Alemania. Cada día salen ferry-cruceros a Gotemburgo y Oslo. Además hay servicios regulares a Lituania y San Petersburgo. Durante el verano, el puerto de Kiel es el punto de salida para cruceros por el mar Báltico.

### Carretera
Kiel tiene muy buenas comunicaciones con el resto de Schleswig-Holstein y Hamburgo. Entre las carreteras principales destacan las autopistas hacia el oeste (A210), sur (A215/A7) y el sureste (A21, en construcción).

### Ferrocarril
Kiel es la terminal de la línea principal desde Hamburgo, que ha sido uno de los primeros ferrocarriles de Alemania. Además hay líneas hacia el norte (Flensburgo), oeste (Rendsburgo/Husum) y sureste (Lübeck).

### Transporte aéreo
Kiel dispone de un pequeño aeropuerto en el barrio de Holtenau. Hace unos años, había vuelos regulares a Fráncfort, Múnich, Colonia-Bonn y Berlín, pero debido a la escasa demanda y la pista de aterrizaje demasiado corta que sólo permite la operación de aviones pequeños, de momento solo hay vuelos deportivos y militares.

## Educación

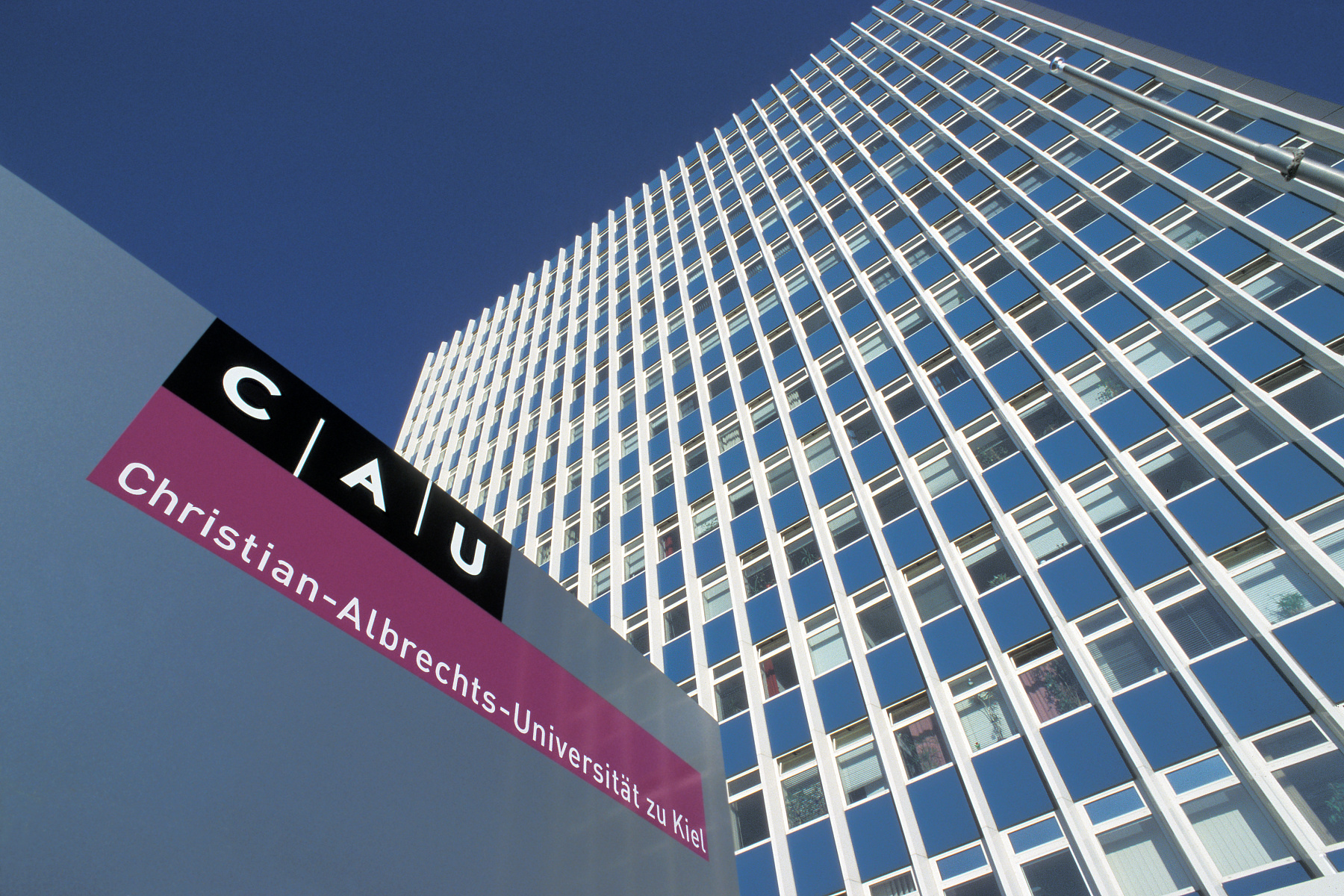
Universidad de Kiel

La mayor fuente de trabajo en la ciudad es la Universidad Christian Albrecht (CAU), de carácter público. Fundada en 1665, esta institución recibe apoyo de la Unión Europea para desarrollar investigaciones de alto nivel, como el estudio de la composición de los Manuscritos del Mar Muerto.

## Deportes
El THW Kiel, con cuatro Copas de Europa y veintitrés títulos de la Bundesliga, es el equipo de balonmano más laureado de Alemania y uno de los más destacados de este deporte en el mundo. Juega sus partidos en el Wunderino Arena, situado en el centro de la ciudad, con capacidad para 13.500 espectadores.
El evento deportivo más importante para la región de Kiel es la Semana de Kiel (Kieler Woche), que se celebra en la última semana completa de junio. Es, junto con la Semana de Cowes, una de las competiciones de vela más importantes del mundo y la fiesta popular más grande del norte de Europa.
El club de fútbol de la ciudad es Holstein Kiel que juega actualmente en la 2. Bundesliga, la segunda división del fútbol nacional, pero a partir de la temporada 2024-25, participará en la Bundesliga tras haber ascendido. Disputa sus partidos en el Holstein-Stadion.
Además del Club Náutico de Kiel, otros clubes deportivos importantes de la ciudad son:
| Equipo                 | Deporte          | Competición                   | Estadio          | Creación |
| ---------------------- | ---------------- | ----------------------------- | ---------------- | -------- |
| Holstein Kiel          | Fútbol           | 2. Bundesliga                 | Holstein-Stadion | 1900     |
| THW Kiel               | Balonmano        | Liga de Alemania de balonmano | Sparkassen-Arena | 1904     |
| Kiel Baltic Hurricanes | Fútbol americano | German Football League        | Kilia-Stadion    | 1988     |

## Galería

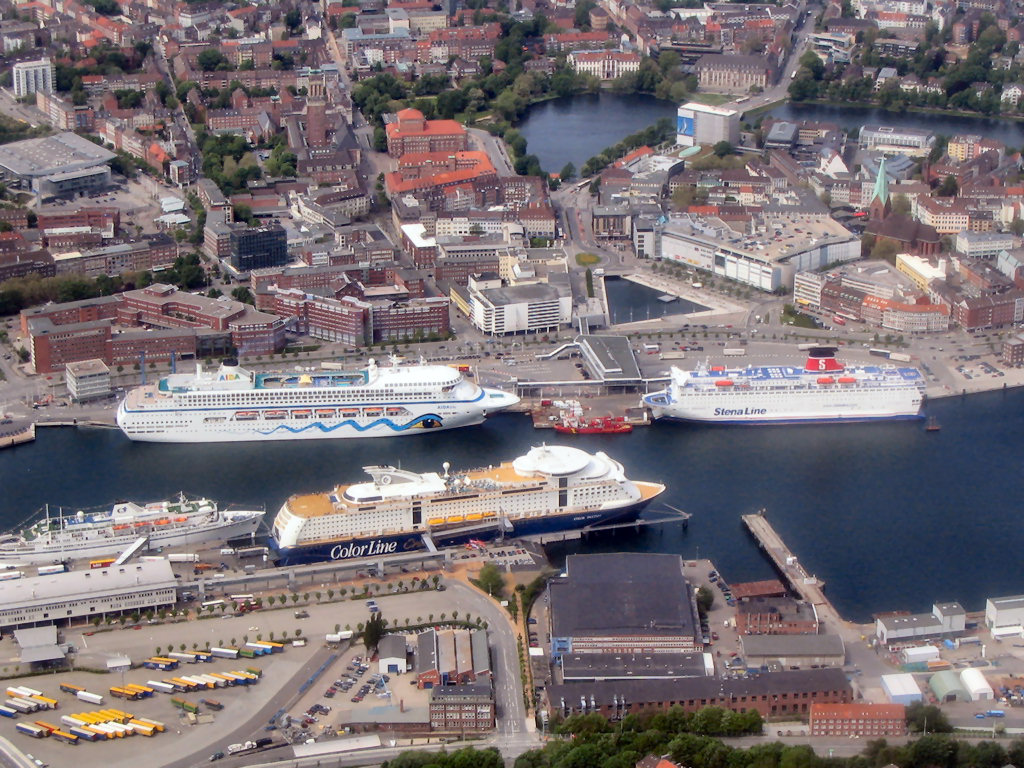
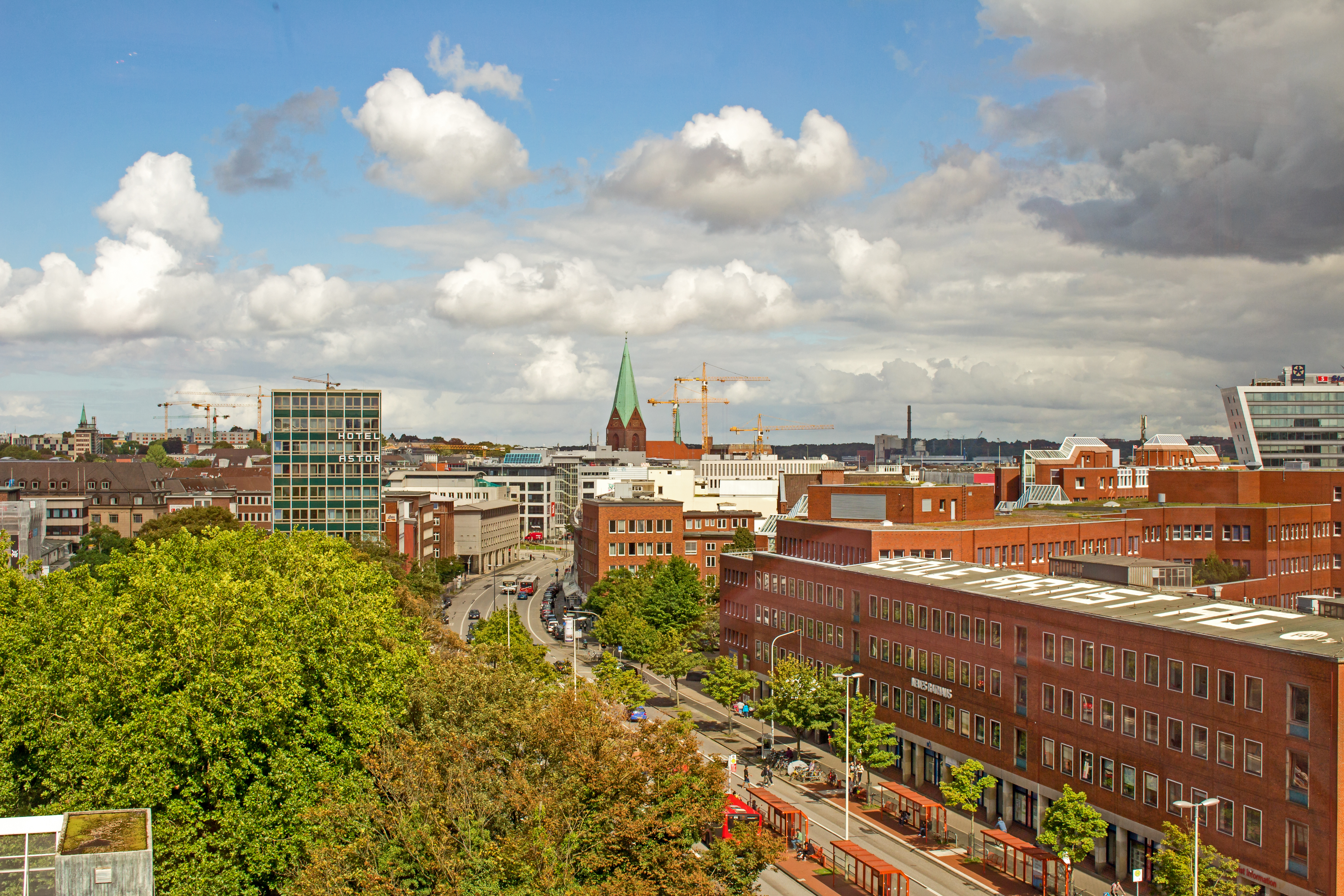
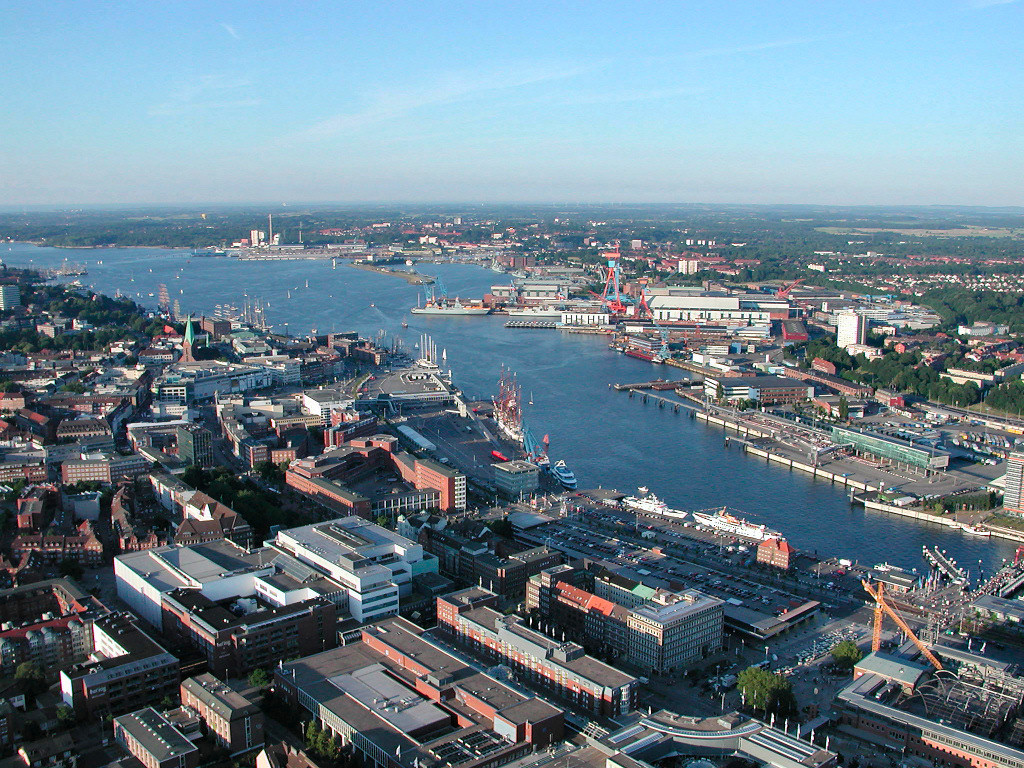
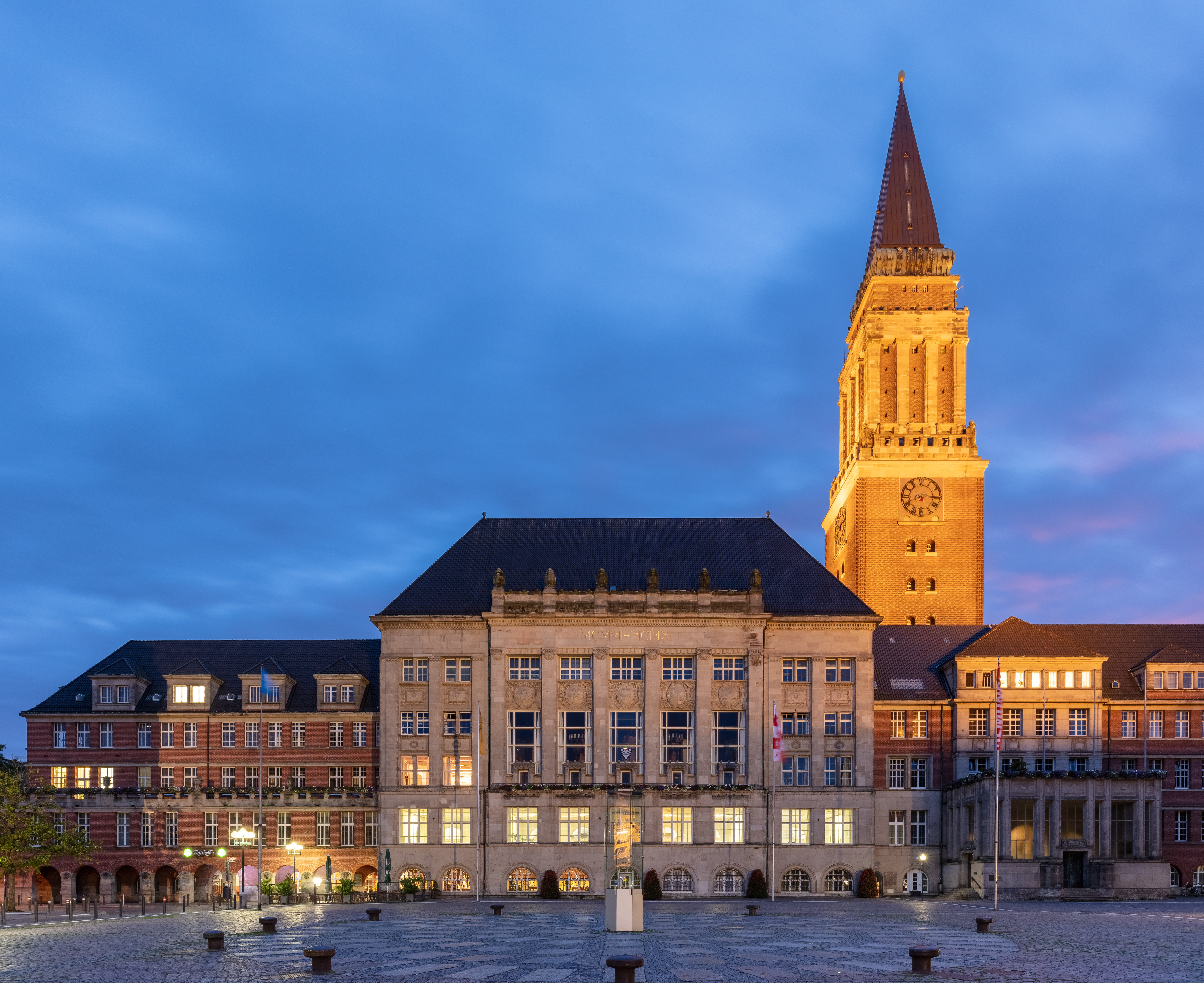
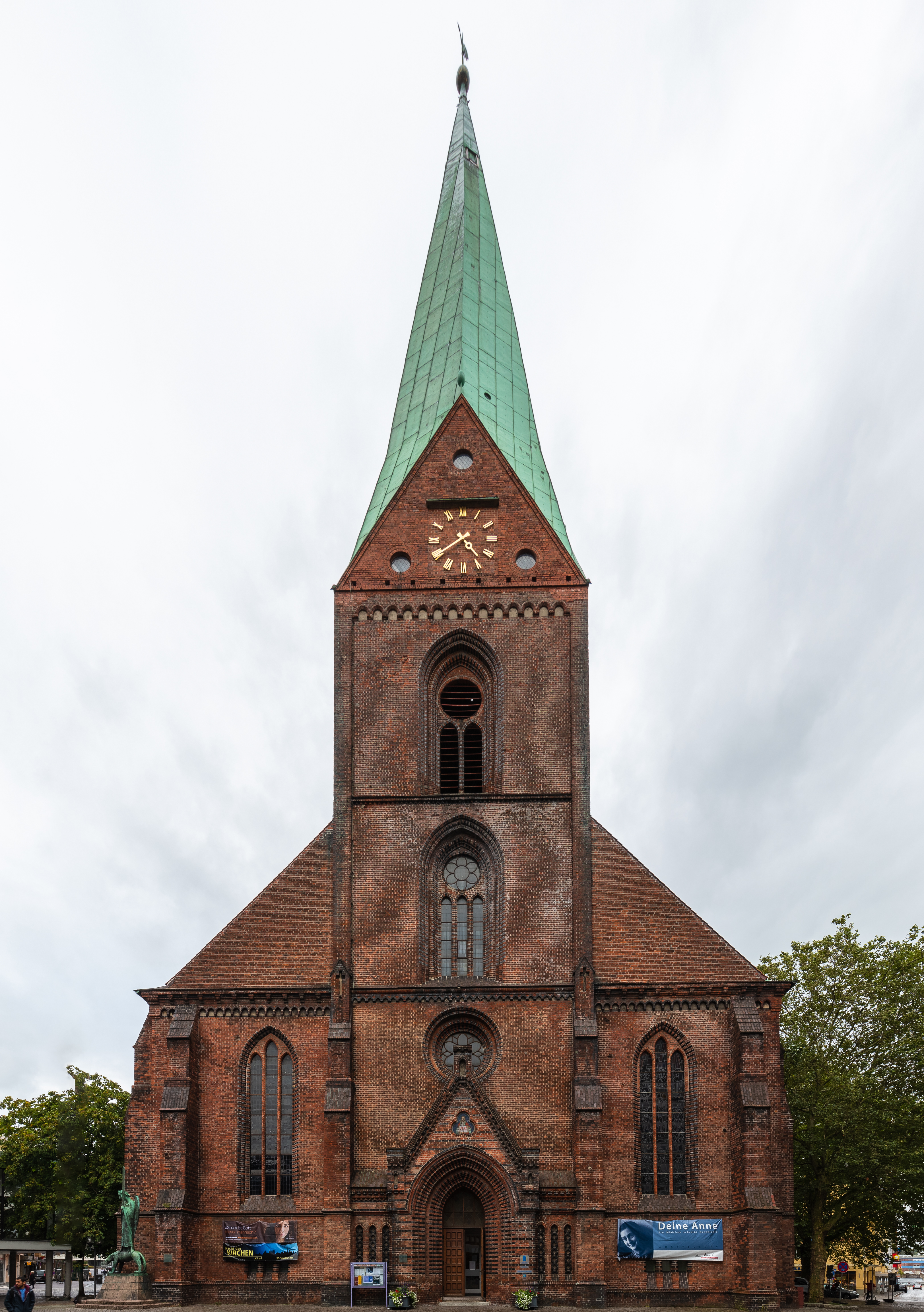
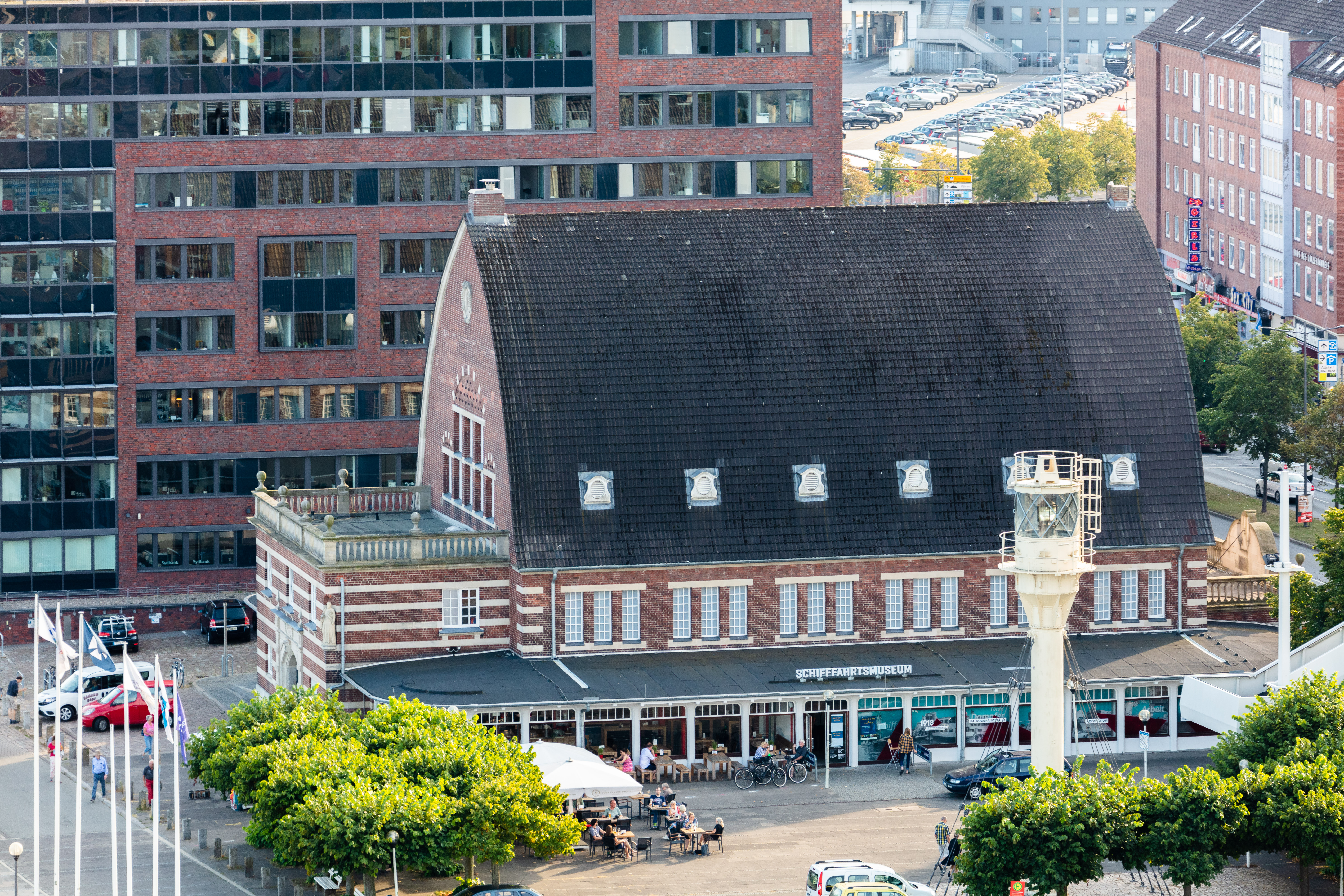
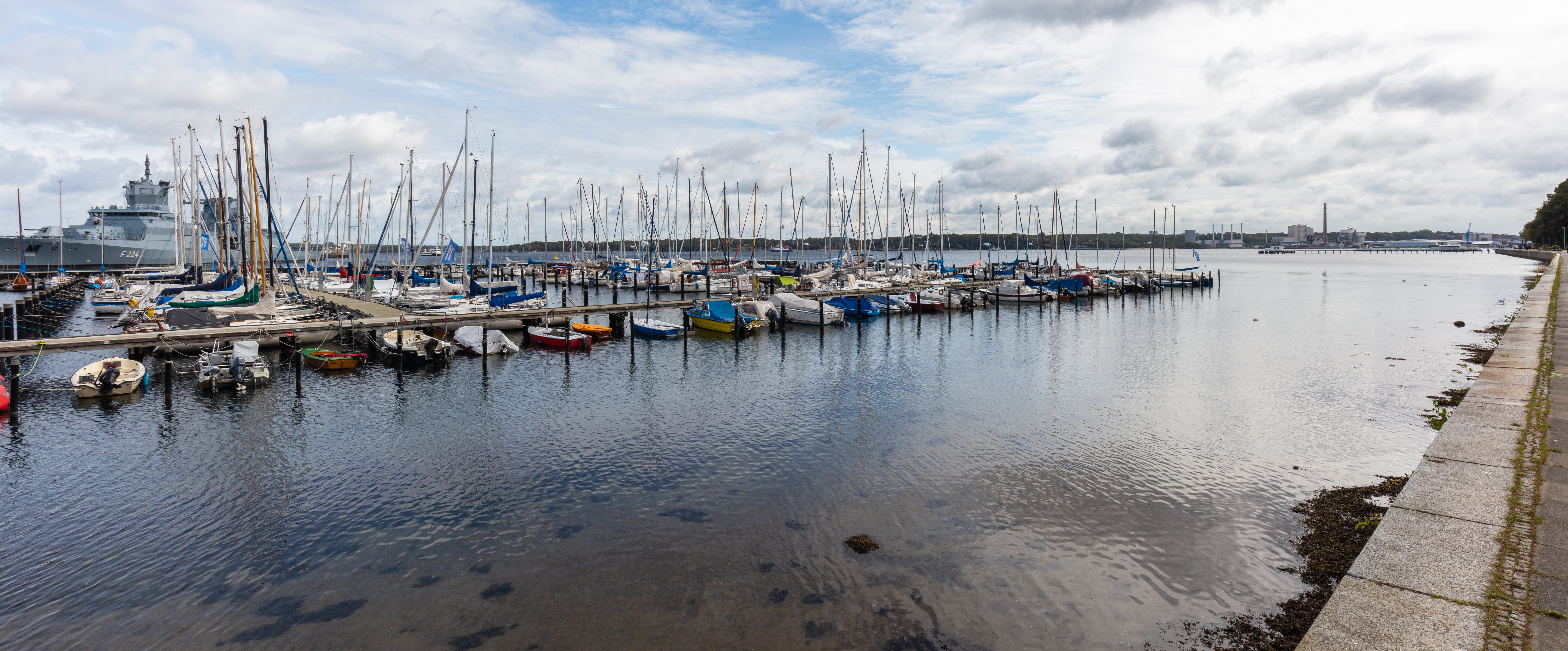

## Ciudades hermanadas
- Brest (Francia, 1964)
- Coventry (Reino Unido, 1947)
- Gdynia (Polonia, 1985)
- Kaliningrado (Rusia, 1992)
- Sovetsk (Rusia, 1992)
- Stralsund (Alemania, 1987)
- Tallin (Estonia, 1986)
- Vaasa (Finlandia, 1967)